# 군청의 팡파르
《군청의 팡파르》(群青のファンファーレ)는 일본의 애니메이션이다. 2022년 4월부터 6월까지 방영되었다.
경마학교를 무대로 한, 기수를 목표로 삼은 소년들의 청춘군상극으로, 높은 경쟁률을 뚫고 입학한 경마학교의 기수과정을 밟는 15세 소년들의 3년간의 성장과정이 그려진다.